# Gobiosuchus
Gobiosuchus ('Gobi [woestijn] krokodil') is een geslacht van uitgestorven gobiosuchide Crocodyliformes, in 1972 beschreven door de Poolse paleontoloog Halszka Osmólska. Het komt uit het Laat-Krijt (Vroeg-Campanien) van Bayn Dzak (Djadokhtaformatie) in de Gobi-woestijn van Mongolië.

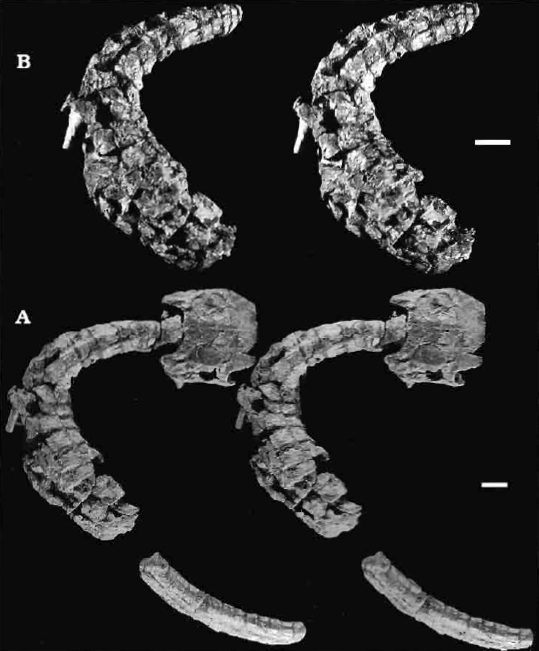
Specimen ZPAL MgR-II/68

De typesoort is Gobiosuchus kielanae. De geslachtsnaam verwijst naar de Gobi. De soortaanduiding eert een andere grote Poolse paleontologe, professor Zofia Kielan-Jaworowska.
Het holotype is Z.Pal.No. MgR-II/67. Het bestaat uit een skelet met schedel. Verschillende specimina zijn later toegewezen.
Gobiosuchus is een kleine vorm. De snuit is kort en loopt taps toe. De voorste tanden in de kaken zijn langer en staan vrij ver uit elkaar. De achterste tanden zijn kort, talrijk en dicht opeen staand. Het schedeldak is achteraan breed en plat met sterk afhangende en uitstekende squamosa.
In 1983 werd door Efimow een tweede soort benoemd: Gobiosuchus parvus, 'de kleine', gebaseerd op holotype GIN PST 10/22, een schedel van zeven centimeter lengte.
Gobiosuchus kielanae behoort samen met Zaraasuchus shepardi tot de familie Gobiosuchidae.